# Raimund von Doblhoff
Raimund von Doblhoff (* 24. August 1914 in Wien; † 22. November 1993 in Augsburg) war ein österreichisch-deutscher Architekt und Stadtplaner.

## Leben und beruflicher Werdegang
Doblhoff wurde 1914 als Sohn des Marineoffiziers Richard von Doblhoff († 1934) und dessen Ehefrau Sofie (1888–1977) in Wien geboren; er entstammte dem Adelsgeschlecht Dobloff, das ursprünglich in Tirol heimisch war und etwa ab dem 18. Jahrhundert in Niederösterreich nachgewiesen werden kann. Er war ein Enkel von Josef von Doblhoff-Dier, einem Schriftsteller und Diplomaten.
Über seinen Werdegang in den darauffolgenden Jahren gibt es keine Aufzeichnungen. Nach eigenen Angaben war seine Jugend geprägt durch die Achtung traditioneller Werte, die Verpflichtung zum humanistischen Erbe und die Erziehung im Geist der Benediktiner. Von 1935 bis 1940 studierte er Architektur an der Technischen Hochschule Wien. Anschließend übernahm er zunächst Kleinaufträge; so gehörte er beispielsweise zur Planungsgruppe für den Neubau des Nibelungenwerks im niederösterreichischen St. Valentin.
Im Mai 1945 befand sich Doblhoff auf dem Rückweg vom Neckartal nach Österreich und kam dabei nach Augsburg. Bei einem Treffen lernte er dort den Verwalter der Fuggerschen Stiftungen Joseph-Ernst Fugger von Glött kennen und erhielt von ihm den Auftrag zum Wiederaufbau der kriegszerstörten Fuggerei. Doblhoff gründete daraufhin in Augsburg ein Architekturbüro und leitete dieses bis 1990. Vorherrschend waren anfangs Aufträge zum Wiederaufbau beschädigter Gebäude oder die Neubebauung völlig zerstörter Grundstücke. Dabei lehnte Doblhoff die vielfach angewandte Bebauung mit provisorischen Holzbauten als Notlösung ab. Er entwarf stattdessen Massivbauten, die bei Bedarf nach oben hin einfach um mehrere Etagen aufgestockt werden konnten. Gleichzeitig sprach sich Doblhoff in der Zeit des Wiederaufbaus für einen Mittelweg zwischen Bewahrung der historischen Bausubstanz und einem durch Sachlichkeit geprägten Neubau aus.
Schon früh betätigte sich Doblhoff neben seiner Arbeit als Architekt auch als Stadtplaner und beteiligte sich an städtebaulichen Wettbewerben. Dazu zählte beispielsweise der Wiederaufbau der Münchner Innenstadt rund um den Marienplatz. Doblhoff spielte eine wichtige Rolle im Wiederaufbau der Stadt Augsburg. Von 1960 bis 1988 entfaltete er zudem umfangreiche Bautätigkeit auf der zu Italien gehörenden Insel Elba.
Doblhoff starb 1993 in Augsburg.

## Ehrenamt
Doblhoff war von 1960 bis 1970 als Vorstandsmitglied des Vereins der Altstadtfreunde aktiv und engagierte sich in Fragen der Stadtentwicklung von Augsburg. Er legte eine etwa 1000 Blätter umfassende Sammlung europäischer Druckgraphik des 16.–18. Jahrhunderts an, die im Archiv des Architekturmuseums Schwaben aufbewahrt ist.

## Werk

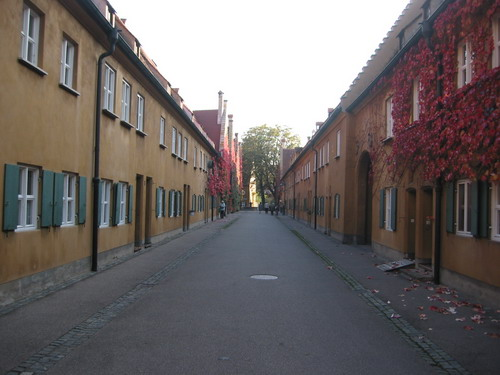
Die wiederhergestellte Fuggerei in Augsburg

- 1945–1955: Wiederherstellung und Erweiterung der Fuggerei in Augsburg
- 1946–1952: Rekonstruktion und Wiederaufbau „Neuer Bau“ in Augsburg
- 1954–1959: Wohn- und Geschäftsgebäude „Ulrichsbau“ in Augsburg
- 1956–1958: Autobahnkirche Maria, Schutz der Reisenden in Adelsried
- 1961: Hotel Hilton in Portoferraio auf Elba

Bei der ersten Ausbaustufe der Rekonstruktion des Goldenen Saales im Augsburger Rathauses lag von 1980 bis 1985 die örtliche Bauleitung in seinen Händen.